# Lovisa Augusti

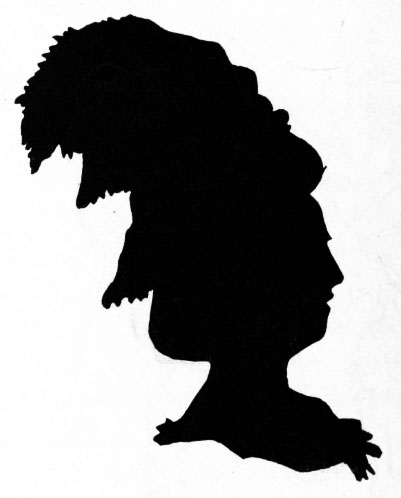
Lovisa Augusti

Lovisa Sofia Augusti, ursprünglich Ester Salomon (* 1751 oder 1756; † 25. Juni 1790 in Stockholm) war eine schwedische Opernsängerin der Stimmlage Sopran. Sie galt als bedeutende Sängerin  der Ära von Gustav III. Sie war ab 1773 Hovsångare (Hofsängerin) und wurde 1788 an die Königlich Schwedische Musikakademie berufen.

## Leben und Werk
Ester Salomon war die Tochter eines jüdischen Wandermusikers. Sie wurde zu Mariä Verkündigung 1767 getauft und erhielt die neuen Vornamen Lovisa und Sofia. Es ist nicht bekannt, wann sie den Geiger Frederik Augusti heiratete. Ihr Mann war an der Königlichen Hofkapelle verpflichtet.
Entdeckt wurde ihre Stimme von König Gustav III. von Schweden persönlich. Er hörte sie in Kristianstad singen und sorgte dafür, dass sie an sein neu gegründetes Theater in Stockholm engagiert wurde, das Königliche Theater im Stora Bollhuset, in dem ab Januar 1773 Oper, Ballett und Sprechtheater gegeben wurde. Ihr erster Auftritt am 25. November 1773 war der Apoll im Prolog von Orpheus und Eurydike und fand außerordentlich wohlwollende Aufnahme. Ein begeisterter Bewunderer schrieb:
Ah! que d'appas; déesse ou dieu!
ainsi l'on t'admire en tout lieu.
Qui voit tes traits, les considère,
de l'Amour apperçoit la mère;
qui de ta voix entend le son,
trouve en Vénus un Apollo.
In der Übersetzung endet die kurze Hymne mit dem Ausruf: Wer vernimmt Deiner Stimme Ton / erkennt in Venus den Apoll. Anlässlich der Feierlichkeiten zu einer Hochzeit am Hofe wurde am 13. Juli 1774 zum ersten Male Silvie gegeben, eine dreiaktige Oper mit Prolog, beruhend auf dem Textbuch des französischen Dramatikers Pierre Laujon, vertont von Pierre-Montan Berton und Jean-Claude Trial. Die Übersetzung besorgte Hofmarschall Baron Manderström. Lovisa Augusti sang die Rolle der Astrild. Am 24. April 1775 übernahm sie die Titelrolle in Aeglé, einer Opera Ballet von Laujon mit Musik verschiedener Meister.
Am 26. Januar 1778, dem Namenstag des Königs, wurde zum ersten Mal der Amphion gegeben, beruhend auf einem Text von Gudmund Jöran Adlerbeth, vertont von Johann Gottlieb Naumann. Im Prolog zu diesem Werke stellte sie die Rare dar und erregte Gefallen bei der königlichen Familie. Sie erhielt als Anerkennung der Königin für ihre darstellerische und gesangliche Leistung eine goldene Schatulle mit einer hinreißenden Hommage darin. Weitere Erfolge errang sie als Love in Adonis und in der Titelrolle von Lucile. Da die Hofsängerin Elisabeth Olin (1740–1828) des Öfteren erkrankte, konnte die Augustin mehrfach deren Rollen übernehmen. Insbesondere in der Rolle der Euridice wurde sie gefeiert. Bei der Uraufführung des Gustaf Wasa gab sie die Anna Bielke und in Gustaf Adolf und Ebba Brahe sang sie die Märta.
1788 wurde sie an die Königlich Schwedische Musikakademie berufen. Sie starb in jungen Jahren. Vierzehn Tage nach ihrem Tod betrauerte Nils von Rosenstein in einem Schreiben an Gustav III. den "echten Verlust".